# 경연

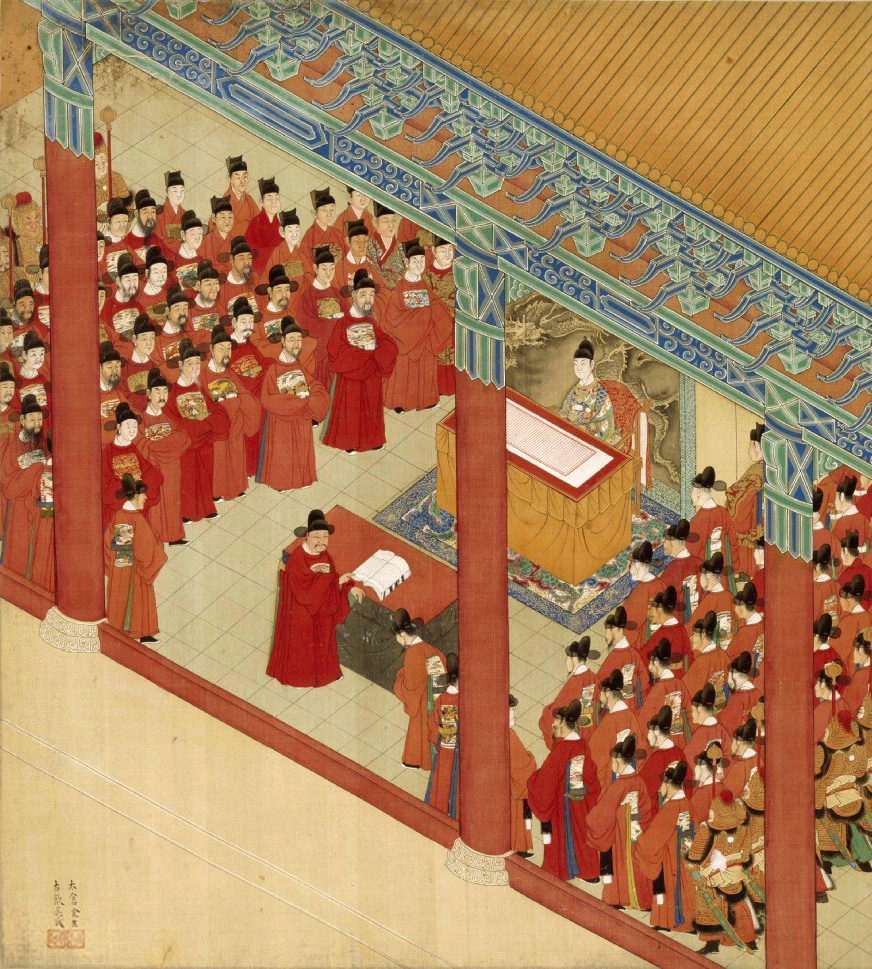
명 신종 경연

경연(經筵)은 왕에게 유학의 경서(經書)와 사서(史書)를 진강(進講)하고 논의(論議)를 받는 학술제도다. 중국 전한 때 황제에게 유교 경전을 강의하는 관례를 원류로 추정한다. 고려 문종 때 처음으로 도입했고, 조선에서 제도를 정비하고 기능을 강화해서 일명 ‘경연정치’가 발달하게 되었다.

## 개요
유교는 정교일치(政敎一致)였던 바 그 경서(經書)와 사서(史書) 또한 정치(政治)를 다루면서도 교리(敎理)를 담고 있었다. 이러한 교리를 현현(現顯)하고 정치를 구현(具現)하고자 하였던 것이 경연(經筵)이다.

## 중국의 경연
중국에서는 전한의 선제가 유자(儒者)들에게 석거각(石渠閣)에서 오경을 강의하도록 한 데에서 유래하며, 당나라 현종이 집현원(集賢院)에 시독학사(侍讀學士), 시강학사(侍講學士), 직학(直學) 등을 설치하였다. 송나라 태종때 ‘경연’이라는 용어가 처음 사용되었다.
원나라·명나라·청나라에서도 경연이 있었지만, 이는 형식적인 제도로 전락하였다.

## 한국의 경연

### 고려
1116년 예종은 궁궐 안에 청연각(淸燕閣)을 짓고, 학사ㆍ직학사ㆍ직각 한 명씩을 임명하여 아침저녁으로 경서를 강론하게 하였다. 이후 무신집권기에 일시적으로 폐지되기도 했다.
이때는 경연을 ‘보문각’이라고 하였는데, 충렬왕 이후에는 유명무실한 존재가 되었다.충목왕 때는 원의 압력으로 서연(書筵)으로 격하되었다. 충목왕은 번을 넷으로 나누어 날을 번갈아 시독(侍讀)하게 하였다. 공민왕은 5품 이하의 관리 네 사람을 시학(侍學)으로 삼았는데 이후 공양왕때 경연의 명칭을 회복하고, 영사(領事)·지사(知事)·강독관(講讀官)을 두었다. 이때의 제도는 조선시대로 이어져 경연제도의 기본을 이루었다.

### 조선 초기
태조는 즉위하자마자 관제를 제정했는데, 이때 경연관도 늘렸다. 하지만 경연에 적극적으로 나서지는 않은 것으로 보인다. 다만 비공식적으로 《대학연의》를 진강토록 했던 것이 경연의 역할을 대신 하였던 것으로 추정된다.
태조의 뒤를 이은 정종은 경연에 상당한 관심을 보였는데, 태조의 양위 바로 이틀 후에 경사에서 국사에 관련된 것을 가려 모으게 지시했고, 지사 하윤(河崙)등에게 명하여 “《사서(四書)》를 관람하고자 하니 구절(句節)에 점(點)을 쳐서 바치라.”고 지시하는 등 초기부터 활발한 활동을 보였다. 또한 정종은 당시 세제이던 정안군(靖安君:이방원)에게 양위하기 한달 여 전의 경연에서 “노자와 신선(神仙)의 도를 말하여” 달라고 청하는 것으로 보아 이미 그 시기를 전후로 하여 양위의 뜻을 가지고 있음을 내비치고 있었던 것으로 보인다.
정종은 즉위 초에는 사관(史官)의 경연 입시를 거부했지만 문하부(門下府)에서 사관의 입시를 재차 청하자, 입시를 윤허하여 비로소 사관이 경연에 입시하게 되었다. 이때부터 사관의 입시를 통해 조선의 경연은 자리를 잡고 있었다.
태종은 세제시절 《주역》, 《대학연의》 등을 강독하였다. 즉위 후에도 경연에서 《대학연의》의 진강을 잘 한 권근(權近)에게 음식을 내리는 등 잠깐 활동을 보였으나, 이후에는 경연을 게을리 하였다. 또한 태종 6년의 경연에 나아갔다는 기록 이후 실록에서 경연에 대한 기사는 존재하지 않아 이 시기를 전후로 경연을 실질적으로 폐한 것으로 보인다.
그러나 세종은 세자로 책봉되자 서연을 열게 되고, 책봉 두 달 만에 태종이 양위함에 따라 보위에 오른다. 세종은 즉위 원년에 이전까지 비공식적으로 해 왔던 경연을 공식적으로 정례화하고 최초의 참찬관으로 주 경연관인 하연을 비롯한 김익정, 이수, 윤회를 임명하였다. 이후 집현전을 설치하는 등 경연에 관심을 보였으나, 말년에 여러 가지 이유로 인하여 경연을 열지 않게 되었다. 다만 이때는 경연을 대신하여 서연을 중시하였다.

## 경연의 기능

### 교육적 기능
경연에서의 임금의 교육은 서연에서부터 시작하여 경연에서 가장 큰 역할을 담당하는데, 세종 이전의 3대(三代:태조, 정종, 태종)에 비해 세종은 강한 학문에 대한 의지와 의욕으로 실록에 등장하는 경연에 대한 기록이 2천 여회에 달할 정도였다. 경(經)과 사(史)를 중심으로 한 세종대의 경연은 중강(重講)뿐만 아니라 삼강(三講)까지 할 정도였다.

### 학술적 기능
세종의 학문적인 중추 역할을 담당한 집현전과 함께 경연은 학술적 기능도 수행했다. 또한 경연에서는 또한 여러 가지 학술 서적의 찬술(纂述)도 논해졌고, 지시되기도 하였다.

### 정치적 기능
조선 초기의 경연은 정치적인 기능보다 학술적인 기능이 주목적이었으며 그를 중심으로 제도가 정비되었다. 하지만 세종 이후의 경연에서는 간간이 정치적인 역할을 수행하는 모습이 나타났으며, 이후 정치적 기능이 훨씬 더 강화되어 경연 정치로 발전하게 되었다.

## 관제
조선시대 경연을 담당한 경연청(經筵廳)의 관직은 아래와 같다.
| 품계  | 관직                   | 비고 |
| ----- | ---------------------- | ---- |
| 정1품 | 영사(領事)             | 겸직 |
| 종1품 |                        |      |
| 정2품 | 지사(知事)             | 겸직 |
| 종2품 | 동지사(同知事)         | 겸직 |
| 정3품 | 참찬관(參贊官)(당상관) |      |
| 종3품 |                        |      |
| 정4품 | 시강관(侍講官)         |      |
| 종4품 |                        |      |
| 정5품 | 시독관(侍讀官)         |      |
| 종5품 |                        |      |
| 정6품 | 검토관(檢討官)         |      |
| 종6품 |                        |      |
| 정7품 | 사경(司經)             |      |
| 종7품 |                        |      |
| 정8품 | 설경(說經)             |      |
| 종8품 |                        |      |
| 정9품 | 전경(典經)             |      |
| 종9품 |                        |      |

## 참고 문헌
- 최승희, 2002, 《朝鮮 初期 政治史 硏究》.
- 한국정신문화연구원 엮음, 2001, 《세종시대의 문화》, 태학사.
- 강태훈, 1980, 〈朝鮮 前期 經筵 制度의 發達 過程〉, 《교육학연구》 제31권 제3호, 한국교육학회, pp.119-131.
- 남지대, 1980, 〈조선초기의 경연제도 - 세종, 문종년간을 중심으로〉, 《한국사론집》 제6권, 서울대학교 국사학과, pp.117-170.

## 같이 보기
- 하연
- 참찬관